# Józef Naronowicz-Naroński
Józef Naronowicz-Naroński (Naroński) (ur. ok. 1610  w księstwie Słuckim w Wielkim księstwie Litewskim, zm. w kwietniu 1678 w Szczytnie) – matematyk, geodeta, kartograf i architekt.
Urodził się na Litwie, w rodzinie kalwińskiej. Narońscy a wcześniej Naronowiczowie jeszcze w XVI w. służyli książętom Olelkowiczom, a potem Radziwiłłom. Józef Naronowicz-Naroński określał się jako „Eques Lituanus”. 
Naroński kształcił się w Kiejdanach, Akademii Rakowskiej i przypuszczalnie w Lejdzie. Posiadał gruntowne wykształcenie z zakresu matematyki, geodezji i kartografii. Obok języka polskiego znał łacinę, francuski, flamandzki i słabo niemiecki.
Józef Naroński osiedlił się na terenie Prus Książęcych po edykcie sejmowym 1658 skazującym braci polskich na banicję. Głównym zleceniodawcą prac kartograficznych Narońskiemu był elektor Fryderyk Wilhelm. Naronowicz-Naroński nosił tytuł cywilnego inżyniera i geografa elektora. W pracach kartograficznych pomagał mu jego syn Jan Józef (zmarł 1672), a od 1672 Andrzej Woynowski. Naronowicz współpracował także, z Samuelem Suchodolcem (Suchodolskim), który później był właścicielem folwarku w Starej Różance. Józef Naronowicz-Naroński zmarł w kwietniu 1678 w Szczytnie. Pogrzebem Naronowicza zajął się Zbigniew Morsztyn z Rudówki. Józef Naronowicz-Naroński należał do najwybitniejszych braci polskich w Prusach.

## Prace kartograficzne i inne
W pracach mierniczych Naronowicz posługiwał się astrolabium z podziałem na 360° oraz kwadrantem. Po raz pierwszy w Polsce zastosował triangulację jako osnowę pomiarów większych obszarów. Mapy wykonywał zwykle w skali 1 : 50 000. Fotokopie jego map znajdują się w Ośrodku Badań Naukowych im. Wojciecha Kętrzyńskiego w Olsztynie. Mapy te pozwalają na określenie zmian linii brzegowej jezior, będących skutkiem gospodarczej działalności człowieka (m.in. wykopanie kanałów, wykonanie nasypów kolejowych). Do najważniejszych prac inżynierskich Naronowicza-Narońskiego można zaliczyć:
- mapy dóbr Radziwiłłów.
- mapa Jeziora Drużno (maj 1659).
- mapy starostw i komornictw Prus Książęcych.
- mapy Zalewu Wiślanego i Zalewu Kurońskiego.
- projekt (1667) poprowadzenia kanałów łączących Wielkie Jeziora Mazurskie, a także łączących rzeki Dejmę i Pregołę z Niemnem.
- projekty budowy i przebudowy pałaców i zamków na terenie Prus Książęcych m.in. Pałacu w Prośnie.

## Opracowania Narońskiego
- Księgi nauk matematycznych, Tom I Arithmetica practica, Tom II Geometria albo rozmiar…, Tom III Optica lubo perspectiva…
- Architektura militaris, to jest budownictwo wojenne.
- Artilleria, to jest nauka o działach i o wszelkiej armacie strzelbowej.

Józef Naronowicz-Naroński był też autorem dwutomowego dzieła historycznego Dowód prawdziwy Istoryi o najwyższej Monarchiej Scythiej Sarmacyi….